# Chrysosporium mephiticum
Chrysosporium mephiticum är en svampart som beskrevs av Sigler 1986. Chrysosporium mephiticum ingår i släktet Chrysosporium och familjen Onygenaceae.   Inga underarter finns listade i Catalogue of Life.